# لا كول سور لوب
لا كول سور لوب (بالفرنسية: La Colle-sur-Loup)‏ هي  بلدية فرنسية تقع في إقليم الألب البحرية من منطقة بروفنس ألب كوت دازور في جنوب شرق فرنسا. تبلغ مساحة هذه المدينة 9.82 (كم²)، وترتفع عن سطح البحر م، يبلغ عدد سكانها 7633 نسمة حسب إحصاء المعهد الوطني للإحصاء والدراسات الاقتصادية سنة 2009 م. وترأس Christian Berkesse البلدية خلال فترة (2008-2014).

## أعلام
- ماري رايموند
- جان بيير تيسير
- برنارد كولومب

## وصلات خارجية
- صفحة البلدية على موقع المعهد الوطني للإحصاء والدراسات الاقتصادية